# ニエッラ・ベルボ
ニエッラ・ベルボ（伊: Niella Belbo）は、イタリア共和国ピエモンテ州クーネオ県にある、人口約400人の基礎自治体（コムーネ）。

## 地理

### 位置・広がり

#### 隣接コムーネ
隣接するコムーネは以下の通り。
- ボッソラスコ
- フェイゾーリオ
- ゴルツェーニョ
- モンバルカーロ
- サン・ベネデット・ベルボ

#### 地震分類
イタリアの地震リスク階級 (it) では、4 に分類される
。